# Plac im. Marii Konopnickiej
Plac im. Marii Konopnickiej nebo Plac Marii Konopnickiej, celým názvem Plac im. Marii Konopnickiej w Suwałkach a česky náměstí Marie Konopnické, je náměstí obdélníkového půdorysu a malé městské parky v centru města Suwałki v okrese Suwałki v Podleském vojvodství v severovýchodním Polsku. Nachází se mezi křižování ulic Marii Konopnickiej, Teofila Noniewicza, Sejneńska a Krótka.

## Další informace
V minulosti zde bývaly trhy na dlážděném náměstí. Po druhé světové válce byla dlažba odstraněna a vznikla zde městská zahrada/park, který zde byl až do 2. dekády 21. století, kdy se začalo uvažovat a realizovat přeměna směrem blíže k původní podobě náměstí. Dlažba byla znovu postavena a ponechala se část stromů a byly zde postaveny vodní fontány a sochy. Náměstí je lemováno starší hodnotnou zástavbou v eklektickém a klasicistním stylu.
V roce 1962 zde postavena dominantní socha náměstí Památník Marii Konopnické, což byl původně kamenný pomník jeho patronky, polské spisovatelky a místní rodačky Marie Konopnické (1842-1910). Autorem pomníku byl Bohdan Chmielewski. V září 2010 byl pomník nahrazen novým, vyrobeným z bronzu a od stejného autora. Nový pomník má stejnou podobu jako ten starý a zobrazuje dvě stojící postavy, kterými jsou spisovatelka a dítě. Vznikl v souvislosti s oslavami Roku Marie Konopnické v Suwałkach u příležitosti stého výročí úmrtí spisovatelky.
Náměstím vede naučná stezka Szlak turystyczny im. Marii Konopnickiej „Krasnoludki są na świecie” a také zde bývají pořadány kulturní akce.

## Galerie

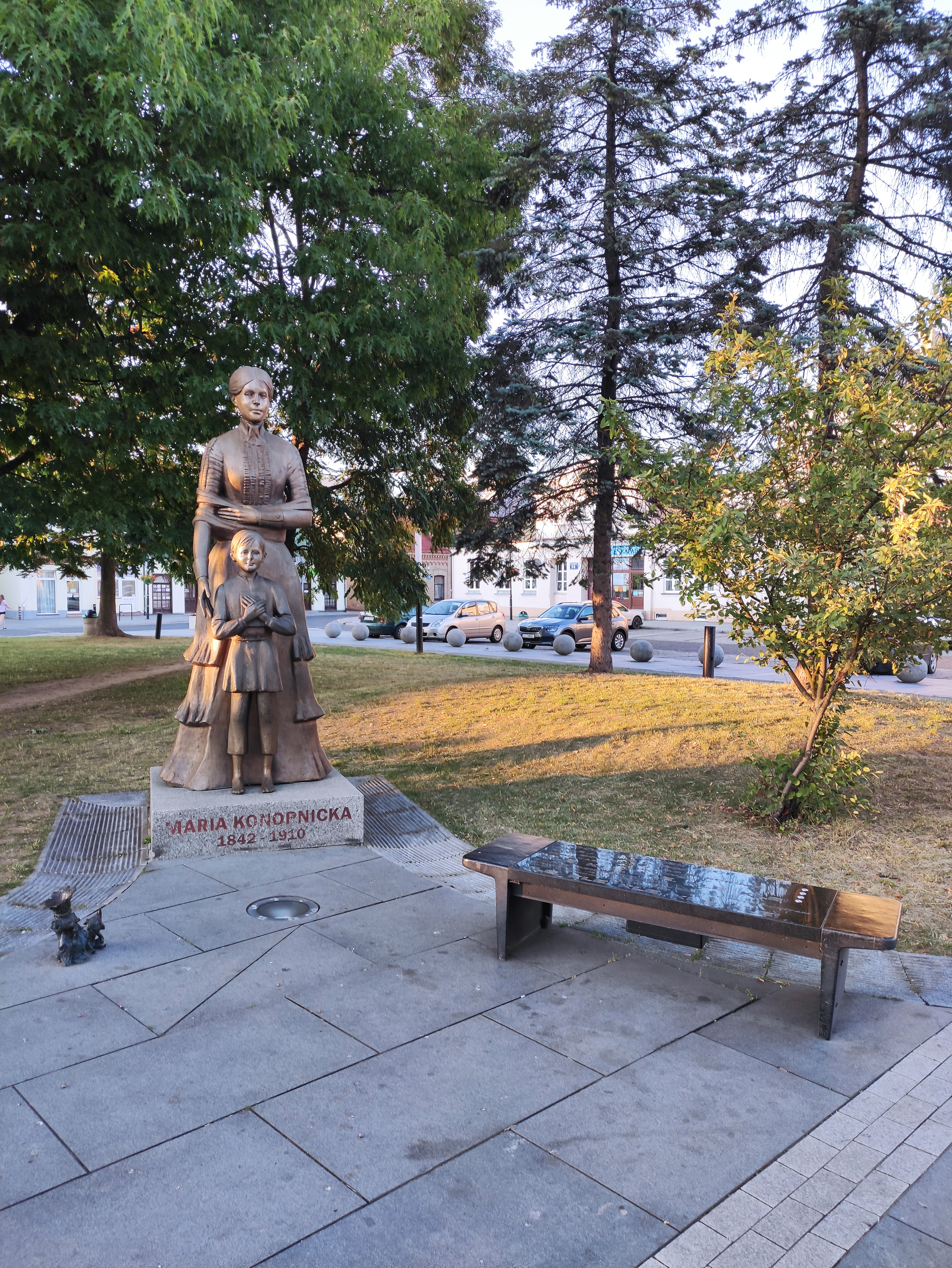
Památník Marii Konopnické
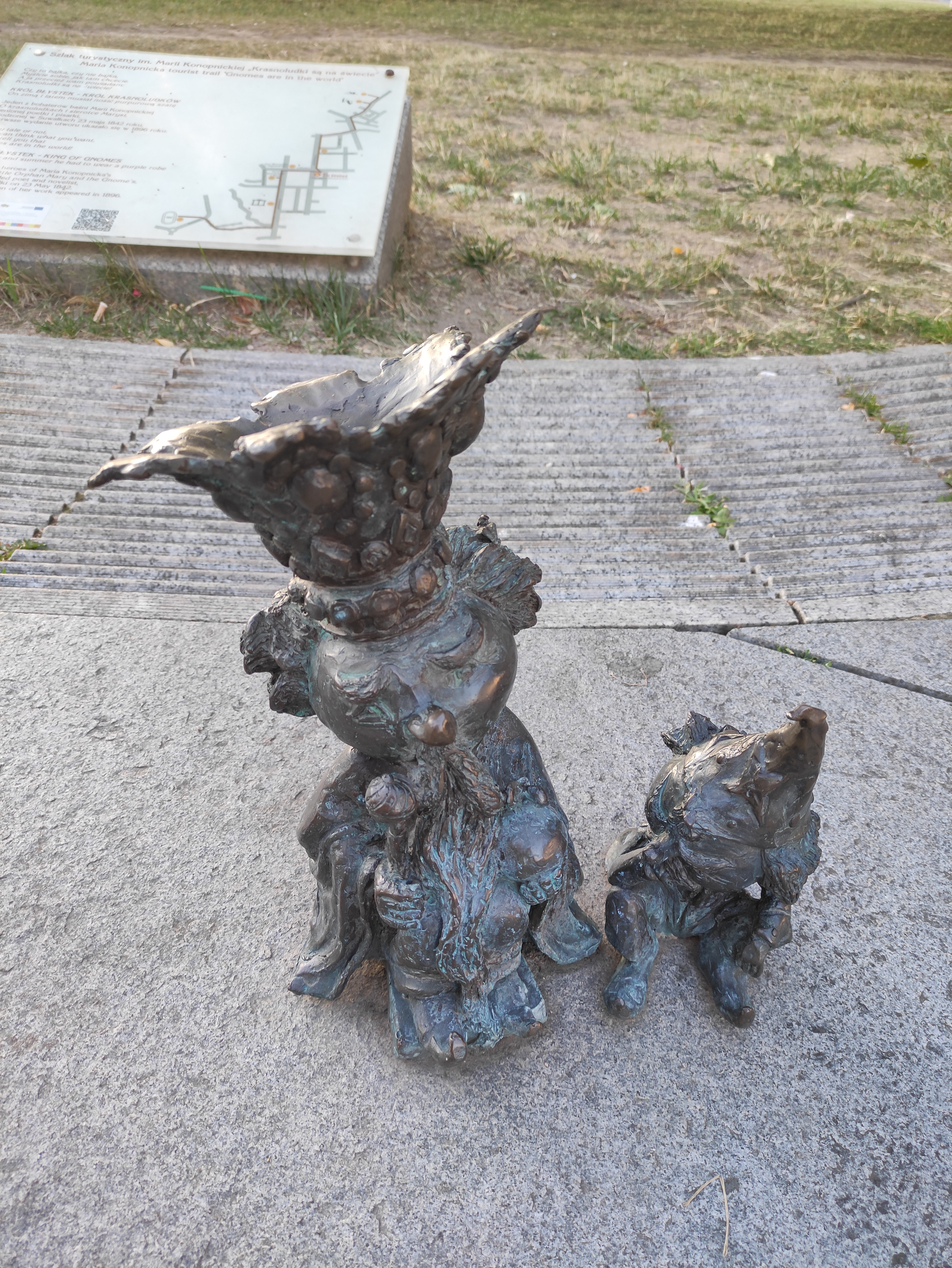
Památník Marii Konopnické a Szlak turystyczny im. Marii Konopnickiej „Krasnoludki są na świecie
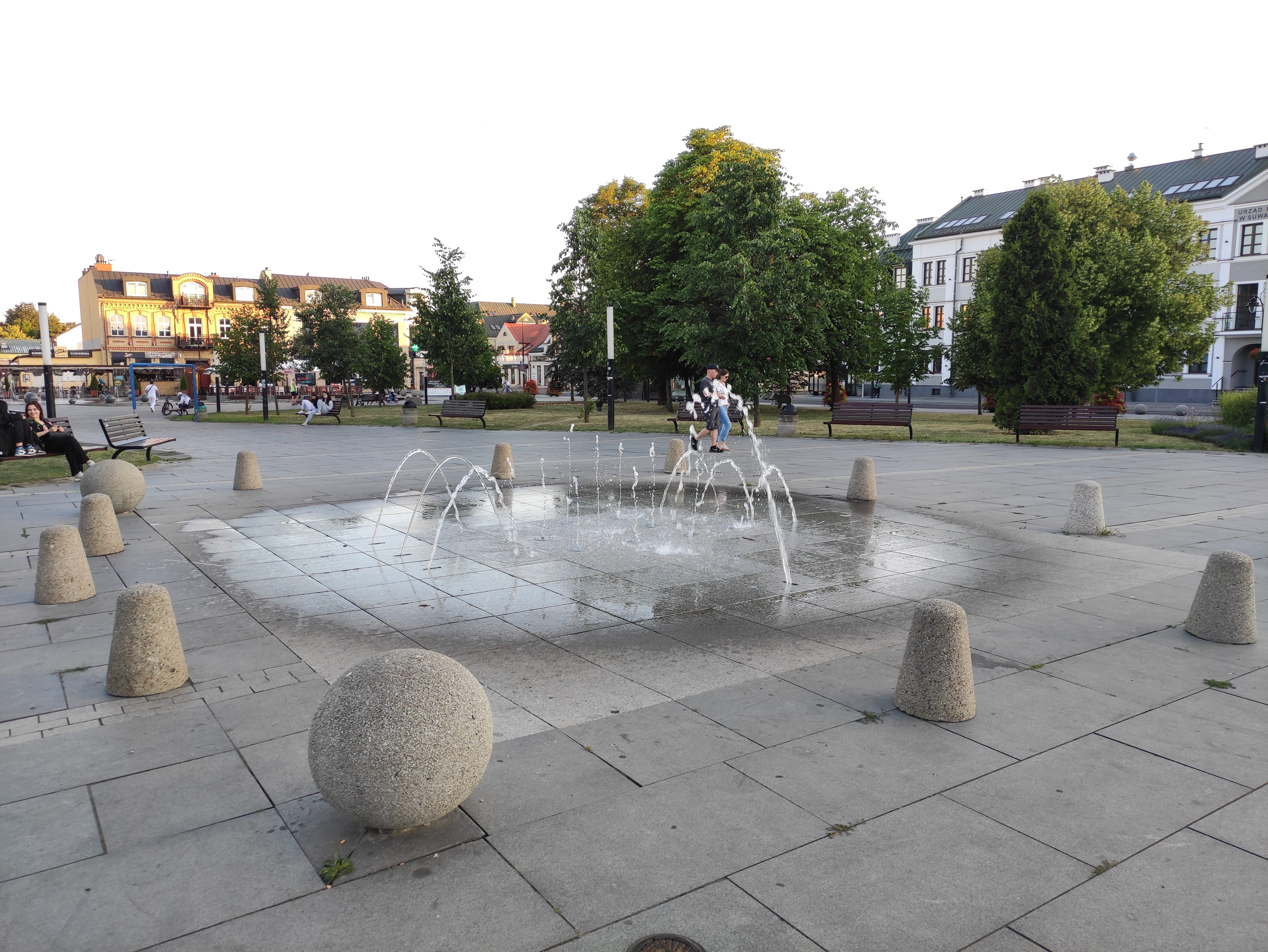
Fontána na náměstí
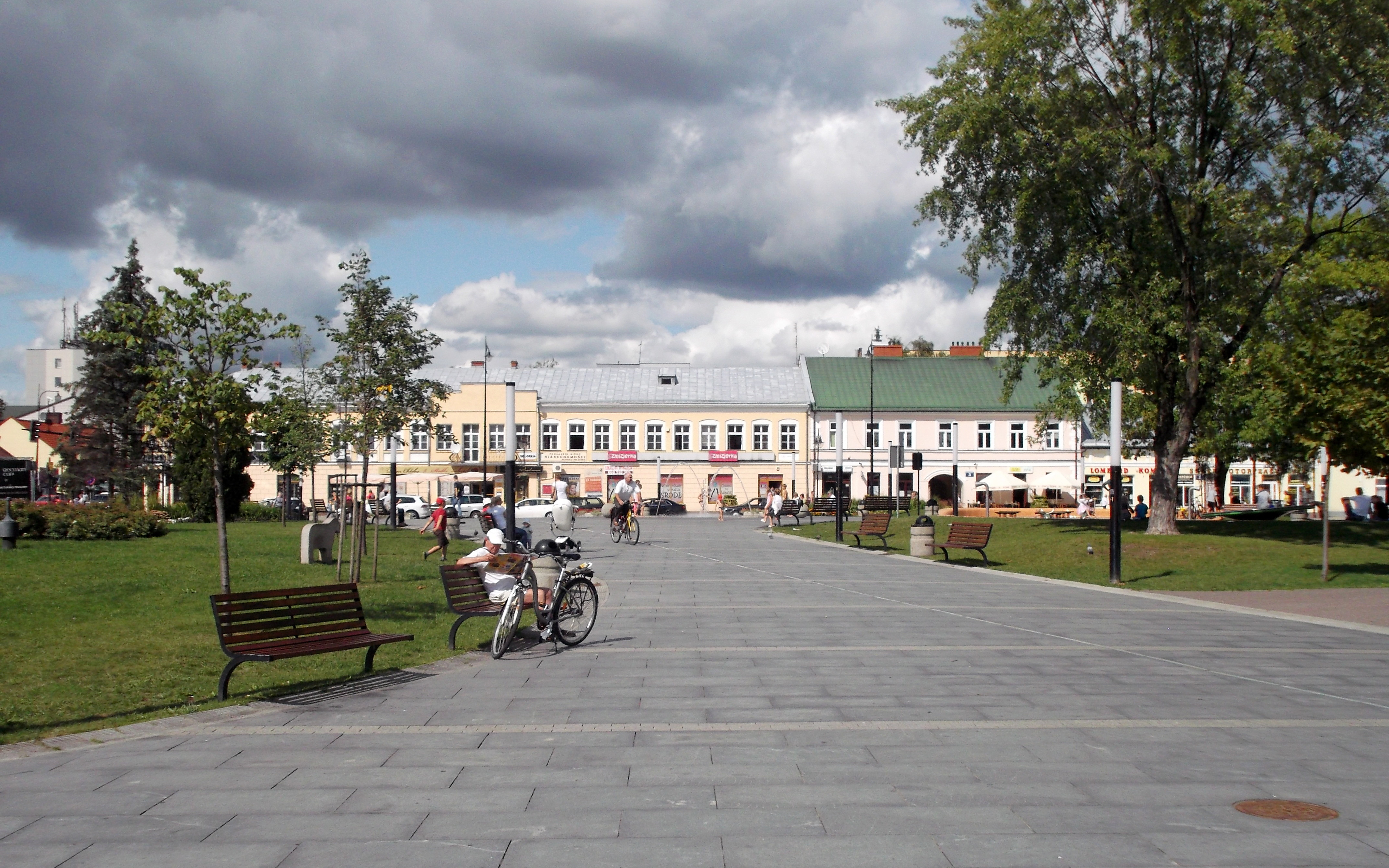
Severní část náměstí
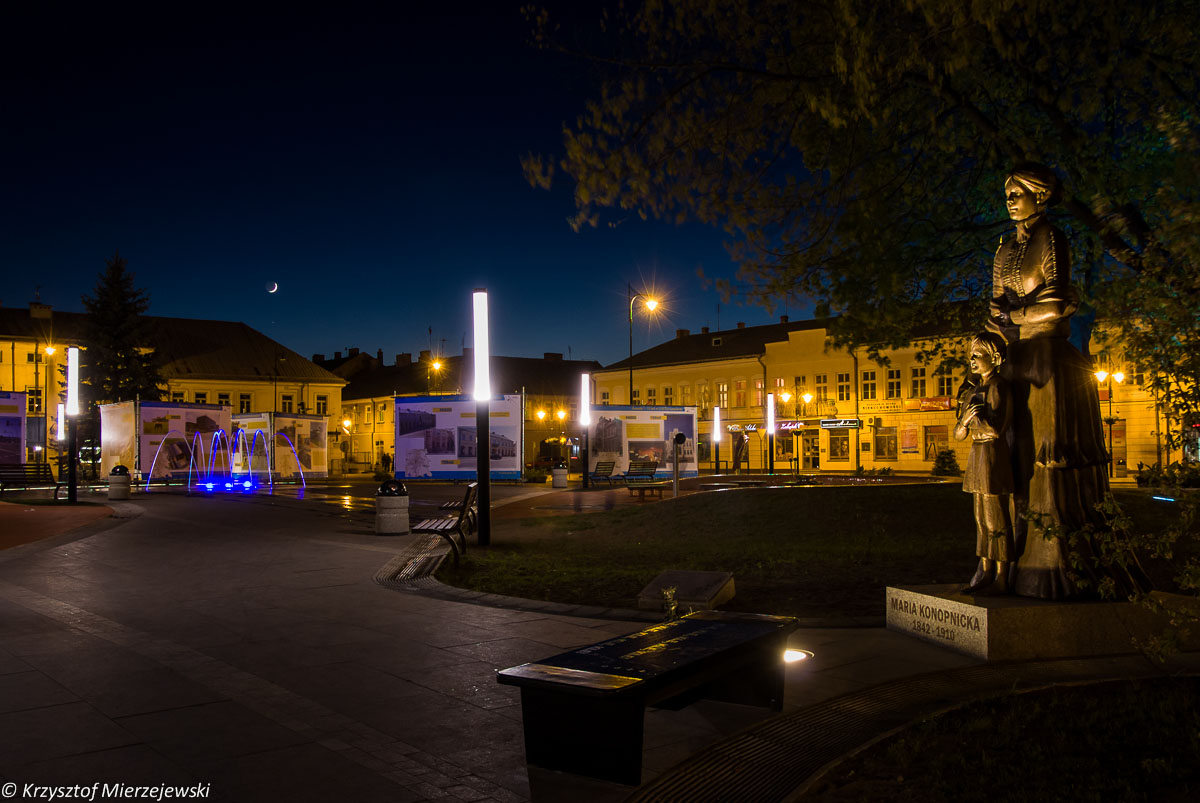
Noční pohled na náměstí (květen 2014)